# Boophis luteus
Espèce
Synonymes
- Rhacophorus luteus Boulenger, 1882
- Rhacophorus anceps Mocquard, 1902
- Rhacophorus isabellinus Boettger, 1913
- Rhacophorus luteus var. longicrus Parker, 1925

Statut de conservation UICN

 LC  : Préoccupation mineure
Boophis luteus est une espèce d'amphibiens de la famille des Mantellidae.

## Répartition
Cette espèce est endémique de Madagascar. Elle se rencontre dans le centre et l'Est de l'île.

## Description

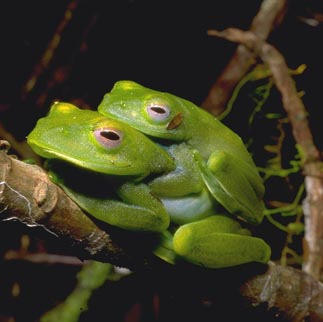
Boophis luteus, amplexus.

Boophis luteus mesure de 35 à 40 mm pour les mâles et jusqu'à 60 mm pour les femelles. Son dos est vert. Son ventre varie du bleuâtre au verdâtre. Des franges latérales blanches courent le long des membres antérieurs et du tarse. Les mâles ont une paire de sacs vocaux.

## Publication originale
- Boulenger, 1882 : Catalogue of the Batrachia Salientia s. Ecaudata in the collection of the British Museum, ed. 2, p. 1-503 (texte intégral).